# Airat Ichmouratov
Airat Rafailovich Ichmouratov (Russisch: Айрат Рафаилович Ишмуратов, Tataars: Айрат Рафаил улы Ишмурат, 28 juni 1973) is een als Wolga-Tataar geboren Russisch-Canadese componist, dirigent en klezmer-klarinettist. Hij is dirigent en composer in residence van het in Montréal-gebaseerde "Nouvelle Génération Chamber Orchestra, klarinettist van de in Montréal gevestigde Klezmergroep Kleztory en gastprofessor aan Université Laval in Québec, Canada.

## Vroege leven
Ichmouratov is geboren en getogen in Kazan, hoofdstad van de Republiek van Tatarstan, Rusland. Hij is het tweede kind van Razima Icmouratova (Gatina) en Rafail Ichmouratov. Hij studeerde klarinet aan de Kazan Music School N3, Kazan Music College en Kazan Conservatory, waarbij hij is afgestudeerd in 1996.

## Carrière
In 1998 verhuisde Ichmouratov permanent naar Montréal, Canada. Hij behaalde er een Masterdiploma behaalde aan de Universiteit van Montréal, waar hij studeerde bijAndre Moisan. Vervolgens richtte hij met Luo Di (cello) en Evgenia Kirjner (piano) het Muczynski Trio op, dat de 1e prijs en de Grand Award won op het National Music Festival (Canada, 2002), alsook de 1e Prijs op de 8e International Chamber Music Competition in Krakau (Polen, 2004).

### Dirigent
Ichmouratovs eerste baan als dirigent, na het behalen van zijn Doctoraatsraad in orkestdirectie aan de Universiteit van Montréal (2005), was als assistent-dirigent van Bernard Labadie bij het kamerorkest Les Violons du Roy in Québec. Ichmouratov was van 2009 tot 2001 Resident Conductor van het Quebec Symphony Orchestra, waar hij de Israëlische dirigent en componist Yoav Talmi assisteerde. In 2011 verving Ichmouratov  korte tijd Yuli Turovsky en dirigeerde hijI Musici de Montréal Chamber Orchestra op tournee in de VS, Brazilië en Peru. In oktober 2011 maakte hij zijn debuut met Tatarstan Academic State Opera en Ballet Theatre (Rusland) en werd hij opnieuw uitgenodigd om Puccini’s Turandot te dirigeren, evenals Verdi's Rigoletto tijdens het seizoen van 2012-13 tijdens de volgende Europese Tour.

### Kleztory
In 2000 werd Ichmouratov lid van de klezmergroep Kleztory. Hij is er klarinettist, componist en arrangeur. In 2012 was Kleztory de enige Canadese deelnemer van het 3e internationale Joodse muziekfestival te Amsterdam. De groep won er de Fürth Klezmer Prize, met als resultaat een optreden in 2013 op het Fürth Klezmer Festival te Duitsland.

### Componist
De muziek van Airat Ichmouratov wordt wereldwijd uitgevoerd door een breed scala aan ensembles en musici, waaronderMaxim Vengerov, Quebec Symphony Orchestra, Orchestre Métropolitain,Taipei Symphony Orchestra, Les Violons du Roy, New Orford String Quartet, Yuli Turovsky & I Musici de Montreal, Chamber Orchestra of Polish Radio  “Amadeus”.
Ichmouratov werd benoemd tot Resident Composer 2012 bij “Concerts aux îles du Bic”, in 2013 Composer of Summer bij Orford Arts Centre en in 2015 Summer Composer bij de 17e editie van Festival Classique des Hautes-Laurentides. Sinds 2010 is Ichmouratov Associate Composer bij het Canadian Music Centre.

## Discografie
- Klezmer music, Kleztory (2002)
- Barber,Copland ,Britten,Bruch ,Kazan Chamber Orchestra La Primavera , Ak Bars (2002)[24]
- Klezmer, Kleztory, Yuli Turovsky & I Musici de Montreal Chamber Orchestra, Chandos Records(2004)[25]
- Nomade, Kleztory, Opus Award winner 2007, Amerix (2007)[26]
- Shostakovich,Weinberg, Ichmouratov, I Musici de Montreal Chamber Orchestra, Analekta (2008)[27]
- Symphonique , Le Vent du Nord et Quebec Symphony Orchestra , CBC (2010)[28]
- Carte Postale, Alcan Quartet, ATMA Classique (2011)[29]
- Beethoven, Violin Concerto (cadensen door Ichmouratov), Symphony No. 7 , Alexandre Da Costa, Taipei Symphony Orchestra, Warner Classics (2013)[30]
- Arrival, Kleztory , Amerix(2014)
- Pianoconcerto en altvioolconcerto No. 1, Jean-Philippe Sylvestre (piano), Elvira Misbakhova (viola), London Symphony Orchestra, Chandos (2023)